# Durdy Bayramov
Durdy Bayramov (Rússia: Дурды Байрамов; 14 de abril de 1938 – 14 de fevereiro de 2014) foi um artista acadêmico condecorado com o mais alto título honorífico em seu país: "Artista do Povo da República Socialista Soviética Turcomena". Em sua língua nativa, o nome de Durdy Bayramov é simplesmente “Durdy Bayram” (sem o sufixo "ov" do estilo eslavo, adicionado para "russificar" nomes durante o regime da União Soviética). Nas línguas turcas, o nome "Bayram" significa "celebração".

## Infância e Educação
Bayramov nasceu em Bayramaly, na República Socialista Soviética Turcomena, então parte da União Soviética, em 14 de abril de 1938. Ele perdeu seus pais muito cedo e viveu como uma criança sem-teto antes de ser levado para um orfanato em Serdar (na época chamada Kyzyl-Arvat), onde foi criado. Durante seu crescimento, Bayramov suportou a fome e as dificuldades que acompanharam a Segunda Guerra Mundial e a devastação do pós-Guerra. Mais tarde, ele foi beneficiado pela orientação de professores excepcionais, que reconheceram seu talento e apoiaram o jovem artista em seus esforços para se tornar um pintor profissional. Seu primeiro professor de arte foi Gennadiy Brusentsov, um artista russo que lecionou na Escola Turcomena de Arte Shota Rustaveli, em Asgabate. Bayramov e Brusentsov tiveram uma amizade por toda vida, com Brusentsov atuando como mentor de Bayramov ao longo dos anos. O retrato de Brusentsov de um jovem Bayramov, intitulado Jovem Jogador de Futebol, está na coleção da Galeria Tretyakov, em Moscou Bayramov pintou três significativos retratos de seu professor, com o mais famoso sendo o Retrato de Meu Primeiro Professor, criado em 1997-98. Outra grande influência na vida e na carreira artística de Durdy Bayramov foi o professor de arte Dmitri Mochalski, no prestigioso Surikov Instituto de Arte, em Moscou, onde Bayramov frequentou entre 1959 e 1965. Mochalski obteve o mais alto título honorífico em artes da antiga União Soviética – Artista do Povo da URSS – e foi muito respeitado por sua "habilidade em realçar o essencial, deixando de lado os detalhes irrelevantes". Ele passou essa influência para muitos de seus alunos, incluindo Durdy Bayramov.

## Carreira

### Anos 1960
Após a conclusão de sua educação formal, em 1965, Bayramov aderiu ao Sindicato dos Artistas da URSS e começou sua carreira como um artista profissional. O gênero paisagem foi o primeiro a cativar Durdy Bayramov. Muitas de suas primeiras paisagens (algumas datando de seus anos de estudante) ganhou elogios de críticos. Sua célebre pintura Terra Calma (1969) é considerada um exemplo clássico da pintura de paisagem turcomena. Em 1966, Bayramov casou-se com sua musa, Dunyagozel "Gozel" Ilyasova, que foi um dos seus temas mais frequentes e continuou a ser uma inspiração para seu trabalho ao longo da vida. Bayramov dedicou a ela toda uma série de obras sobre papel intitulada Gozel, que inclui 53 retratos e quatro desenhos de flores. A partir de 1965-1968, Bayramov lecionou na Escola Turcomena de Arte Shota Rustaveli, em Ashgabat.

### Anos 1970
As primeiras grandes honrarias artísticas de Bayramov aconteceram quando ele foi nomeado vencedor do Prêmio Lenin Komsomol da RSST República Socialista Soviética Turcomena, em 1970, e o da URSS, em 1972. Em 1971, ele completou o que é considerado o primeiro autorretrato turcomano, uma obra inicialmente mantida na coleção do Sindicato dos Artistas da União Soviética, em Moscou. Durante este tempo, Bayramov foi pioneiro em utilizar o tema da Segunda Guerra Mundial entre os pintores turcomanos. Sua pintura Assistência na Linha de Frente capturou o profundo patriotismo das mulheres comuns do Turcomenistão, dispostas a sacrificar seus bens mais valiosos para ajudar os soldados.  Outro tema desenvolvido por Bayramov durante este período foi sobre o processo de feitura de tapetes turcomanos. Este tema é visto em sua famosa obra intitulada Tapeceiras Turcomanas (1971), que retrata o trabalho das mulheres numa fábrica de tapetes. Esta obra-prima da arte turcomena soviética foi exibida pela primeira vez no Museu Estadual de Arte Oriental em Moscou, em 1971, e mais tarde foi adquirida pela Galeria Tretyakov, em 1979. De 1971 até 1973, ansioso para ajudar talentosos artistas, Bayramov retornou à sua posição como professor de arte na Escola Turcomena de Arte Shota Rustaveli, em Ashgabat. Em meados dos anos 1970, Bayramov embarcou no que viria a ser a sua série mais célebre, Personalidades da Cultura. Esta série contém retratos de pessoas reconhecidas por Bayramov como tendo feito importantes contribuições para o patrimônio cultural do Turcomenistão durante o final do século XX e início do século XXI. A criação de Personalidades da Cultura abrangeu mais de quatro décadas e resultou em mais de 150 retratos individuais.

### Anos 1980
Em 1980, Bayramov foi nomeado Honrado Trabalhador das Artes da RSS do Turcomenistão, e em 1984 foi premiado com o Segundo Prêmio e um Diploma Laureado para a competição comemorativa do 60º Aniversário da RSS e do Partido Comunista da RSST. Ele permaneceu produzindo muito durante toda a década de 1980, apesar das dificuldades pessoais associadas à Perestroika (c.1985-1991), que causou a escassez de bens de consumo básico e produtos alimentares para muitas pessoas. Bayramov perseverou e trabalhou incansavelmente, mergulhando em sua arte. Ele continuou a expandir seu repertório artístico através de um crescente foco em retratos e naturezas-mortas, especialmente flores.
Em 1985, Bayramov começou a trabalhar em uma de suas composições temáticas mais famosas: um monumental tributo aos grandes artistas espanhóis do passado, intitulado Névoa Dourada. Este trabalho não seria concluído até 2001. Ao longo da década de 1980, a popularidade e o renome de Bayramov cresceram como resultado de inúmeras exposições individuais, incluindo as realizadas em Moscou, Rússia (1980, 1984); Berlim, Alemanha (1981); Ulyanovsk, Rússia (1984); Ashgabat, Turcomenistão (duas exposições em 1986); e Budapeste, Hungria (1986).

### Anos 1990
Depois do contínuo sucesso de crítica e público em casa e no exterior, em 1991 Bayramov foi premiado com o mais alto título artístico de seu país: Artista do Povo da República Socialista Soviética Turcomena.
Em 1998, Bayramov foi nomeado Acadêmico da Academia Nacional de Artes do Quirguistão, juntamente com outros artistas como Suhrob Kurbanov, Tahir Salahov, Turgunbai Sadykov e Erbolat Tolepbai. Juntamente com a apresentação deste prêmio, Bayramov contribuiu com obras para a Exposição Internacional dos Acadêmicos do Quirguistão na Academia de Artes em Bisqueque.

### Anos 2000
Ao longo dos anos 2000, Bayramov continuou a viajar e trabalhar extensivamente dentro Turcomenistão e ao redor do mundo. Isto incluiu viagens para a Ucrânia, onde realizou uma exposição individual no Museu Nacional de Arte Russa de Kiev, em 2000, para a Rússia (2003), Tailândia (2004), Turquia (2002 e 2004), Maldivas (2004), Emirados Árabes (entre 2003 e 2007), Holanda (2008), Itália (2009), Bélgica (2010) e França (2010). Em 2008, Bayramov comemorou seu aniversário de 70 anos e o marco de 50 anos como artista com duas exposições retrospectivas de seu trabalho em Ashgabat, Turcomenistão.
Com base em suas realizações e contribuições artísticas para a cultura do Turcomenistão ao longo da vida, em 2008 Bayramov foi premiado com a medalha "Pelo Amor à Pátria", entregue a ele pelo Presidente do Turcomenistão.

### Anos 2010
Entre 2010 e 2014, Bayramov continuou sua prolífica produção artística, criando mais de noventa pinturas a óleo. Em 2012, Bayramov passou seis meses no Canadá, onde criou uma bem conhecida série de pinturas de paisagens, intitulada Outono Canadense. Em 2014, as pinturas de Bayramov foram exibidas em Toronto, Canadá, marcando a primeira exposição de sua obra na América do Norte. Uma exposição inaugural das fotografias de Bayramov ocorreu em Toronto em 2015. Intitulada Through the Eyes of Durdy Bayramov: Turkmen Village Life, 1960s-80s [Através dos Olhos de Durdy Bayramov: a Vida nos Vilarejos Turcomenos, 1960-80], a exposição contou com fotografias em preto-e-branco e foi uma exposição em destaque no Festival de Fotografia CONTACT do Scotiabank. O catálogo da exposição foi publicado pela Fundação de Arte Durdy Bayramov, em associação com o Programa de História da Cultura Asiática do Instituto Smithsonian. Em 2015, uma exposição individual das obras de Durdy Bayramov foi realizada no Programa de Arte do Banco Mundial, em Washington, com o apoio da Embaixada do Turcomenistão nos EUA. A abertura desta exposição coincidiu com as celebrações do 24º Aniversário da Independência e o 20º Aniversário da Neutralidade do Turcomenistão.

### Estilo Artístico
Durdy Bayramov criou mais de 5 000 obras de arte durante sua prolífica carreira, incluindo pinturas a óleo e obras sobre papel. Ele foi também um fotógrafo apaixonado, apesar de considerar esta atividade apenas uma etapa de seu processo artístico e nunca ter exposto suas fotografias. Por esta razão, seu extenso trabalho fotográfico só foi exibido depois de sua morte. Bayramov trabalhou extensivamente em quatro gêneros: retratos, naturezas-mortas, paisagens e composições temáticas, embora tenha sido mais conhecido por seus retratos. Já em 1975, observou-se que, "embora ele trabalhe com toda a pintura de gênero, pode-se dizer que o retrato detém sua atenção especial". Entre seus contemporâneos, ele foi considerado o "mestre insuperável do gênero retrato". Bayramov penetrou profundamente no caráter e na vida interior de seus modelos, para refletir suas diversas personalidades sobre a tela e enfatizar suas melhores qualidades. Bayramov dizia estar "procurando sempre essa faísca especial que existe dentro de cada pessoa". Ele procurou harmonizar as descobertas contextuais do Impressionismo, a atenção aos detalhes do Realismo Clássico, e as ricas tradições artísticas do Turcomenistão. Bayramov encontrou inspiração em pessoas de todas as esferas da vida, independentemente das suas origens sociais, econômicas ou étnicas. Seus modelos incluem uma ampla variedade de indivíduos, de aldeões a cientistas, de desconhecidos aos membros da família, de crianças a idosos. A natureza empática de Bayramov e a proximidade com seus modelos ajuda a explicar seu sucesso neste gênero. Apesar de Bayramov ser mais conhecido pelo retrato, o seu trabalho em natureza-morta e paisagem é também muito respeitado. As flores ocuparam um lugar especial nas obras de natureza-morta de Bayramov. Ele foi particularmente apaixonado pela pintura da riqueza de cores e texturas das papoulas vermelhas que cobrem a superfície do Turquemenistão a cada primavera. A representação das frutas nas naturezas-mortas de Bayramov simboliza a abundância da natureza e seu particular amor pelas frutas de sua terra natal. Ele frequentemente retratou maçãs, melões, romãs, etc., dispostos sobre tapetes tradicionais do Turcomenistão, que apresentam as cores vibrantes dos motivos göl, e sobre feltros ornamentais turcomanos chamados keche.

## Morte e Legado
Em fevereiro de 2014, Durdy Bayramov foi diagnosticado com câncer de fígado. Ele morreu em 14 de fevereiro de 2014, deixando sua esposa, Gozel Bayramova, quatro filhas e sete netos. Em 2015, foi criada a Fundação de Arte Durdy Bayramov, em Toronto, Canadá, com o objetivo de promover o legado de Bayramov em arte e educação. Para reforçar ainda mais esta missão, a Fundação abriu o Museu Bayramov. Localizado em Toronto, o museu contém a maior coleção de obras de Bayramov no mundo e abriga exposições permanentes e temporárias de sua produção artística.
Durdy Bayramov é reconhecido como um dos pintores mais importantes da Ásia Central. Sua arte pode ser encontrada em inúmeras coleções privadas, bem como em museus, galerias e instituições culturais em todo o mundo, incluindo:
- Fundação de Arte Durdy Bayramov, Toronto, Canada
- Galeria de Dresden, Dresden, Alemanha
- Museu de Belas Artes, Ashgabat, Turcomenistão
- Museu de Belas Artes, [Mary]], Turcomenistão
- Museu de Belas Artes, Turkmenabat, Turcomenistão
- Museu de Belas Artes, Balkanabat, Turcomenistão
- Galeria Tretyakov,  Moscou, Rússia
- Museu Estadual de Arte Oriental, Moscou, Rússia
- Museu de Belas Artes da República da Carélia, Petrozavodsk, Rússia
- Museu de Belas Artes, Komsomolsk-on-Amur, Rússia
- Galeria de Arte do Estado de Primorye, Vladivostok, Rússia
- Museu Regional de Belas Artes de Tyumen, Tyumen, Rússia
- Museu da Academia National de Artes T. Sadykov, Bishkek, Quirguistão
- Museu de Artes do Estado do Uzbequistão, Tashkent, Uzbequistão
- Museu Nacional de Arte Russa de Kiev, Kiev, Ucrânia
- Museu Regional de Belas Artes de Lugansk, Lugansk, Ucrânia
- Museu de Belas Artes, Kmitov, Ucrânia

## Exposições Individuais
- 2016 Durdy Bayramov, Toronto, Canadá. "Dias de Música Clássica Turcomana no Canadá". Centro Ismaili, Toronto
- 2016 Durdy Bayramov, Ashgabat, Turcomenistão. Instituto Estadual de Transportes e Comunicações do Turcomenistão, com o apoio do Ministério da Cultura, Ministério da Educação e museus em Ashgabat (dentro das comemorações do "Ano Honrando o Patrimônio, Transformando a Pátria")[23]
- 2016 Durdy Bayramov, Washington, Estados Unidos. Embaixada do Turcomenistão em Washington
- 2015 Durdy Bayramov, Washington, Estados Unidos. Programa de Arte do Banco Mundial
- 2015 Durdy Bayramov, Toronto, Canadá. "Através dos Olhos de Durdy Bayramov: a Vida nos Vilarejos Turcomenos, 1960-80" (primeira exposição mundial da fotografia de Durdy Bayramov)
- 2014 Durdy Bayramov, Toronto, Canadá. "Minha vida pertence à arte e a arte pertence ao povo"
- 2013 Durdy Bayramov, Ashgabat, Turcomenistão (exposição dedicada ao 75º aniversário de Durdy Bayramov)
- 2008 Durdy Bayramov, Exposição no hall do Sindicato dos Artistas, Ashgabat, Turcomenistão (exposição comemorativa do 70º aniversário de Durdy Bayramov e de seus 50 anos como artista)
- 2008 Durdy Bayramov, Museu de Belas Artes, Ashgabat, Turcomenistão
- 2003 Durdy Bayramov, Ashgabat, Turcomenistão
- 2000 Durdy Bayramov, Museu Nacional de Arte Russa de Kiev, Kiev, Ucrânia
- 1998 Durdy Bayramov, Ashgabat, Turcomenistão
- 1986 Durdy Bayramov, Budapeste, Hungria
- 1986 Durdy Bayramov, Ashkhabad, República Socialista Soviética do Turcomenistão. "Ashkhabad - Kunya Urgench - Ashkhabad"
- 1986 Durdy Bayramov, Ashkhabad, República Socialista Soviética do Turcomenistão
- 1984 Durdy Bayramov, Ulyanovsk, Rússia
- 1981 Durdy Bayramov, Berlim, República Democrática Alemã
- 1980 Durdy Bayramov, Moscou, Rússia
- 1978 Durdy Bayramov, Ashkhabad, República Socialista Soviética do Turcomenistão
- 1975 Durdy Bayramov, Kiev, Ucrânia
- 1971 Durdy Bayramov, Halle (Saale), República Democrática Alemã
- 1970 Durdy Bayramov, Ashkhabad, República Socialista Soviética do Turcomenistão. "Através da Índia"

## Prêmios e Distinções
- 2011 Medalha do Jubileu do "20º Aniversário da Independência do Turcomenistão"
- 2009 Prêmio Nurali Byashim, Sindicato dos Artistas do Turcomenistão
- 2008 Medalha do Presidente do Turcomenistão "Pelo Amor à Pátria"
- 1998 Acadêmico da Academia Nacional de Artes da República do Quirguistão
- 1991 Artista do Povo da República Socialista Soviética do Turcomenistão
- 1984 Segundo Prêmio e Diploma Laureado pelo concurso que comemora o 60º Aniversário da RSS e do Partido Comunista da República Socialista Soviética do Turcomenistão
- 1980 Honrado Trabalhador das Artes da República Socialista Soviética do Turcomenistão
- 1978-1979 Segundo Prêmio e Diploma Laureado pelo concurso de arte de pintores da República Socialista Soviética do Turcomenistão
- 1975 Terceiro Prêmio e Diploma Laureado pelo concurso de âmbito nacional intitulado "Retrato das Mulheres", Moscou, URSS
- 1974 Medalha de Ouro, Exposição das Realizações da Economia Nacional (VDNKh), Moscou, URSS
- 1974 Certificado Honorário, Conselho Superior e de Ministros da República Socialista Soviética do Turcomenistão
- 1974 Segundo Prêmio e Diploma Laureado pelo concurso que comemora o 50º Aniversário da República Socialista Soviética do Turcomenistão
- 1972 URSS Prêmio Komsomol Lenin; Segundo Prêmio Laureado e Prêmio Diploma Laureado, Exposição Nacional de Jovens Artistas da URSS
- 1970 Prêmio Lenin Komsomol da República Socialista Soviética do Turcomenistão
- 1965 Certificado Honorário, Conselho Supremo da República Socialista Soviética do Turcomenistão